# Муллер, Юрий Григорьевич
Юрий Григорьевич Муллер (р. 12 августа 1933) — советский и украинский художник.

## Биография
В 1960 году окончил архитектурный факультет Киевского художественного института.
Работал архитектором, затем работал на телевидении Украины — художником-постановщиком. Художник киностудии имени А. Довженко.

## Фильмография
- 1974 — Новоселье
- 1977 — За пять секунд до катастрофы
- 1978 — Накануне премьеры[2]
- 1979 — Выгодный контракт
- 1982 — Свидание[3]
- 1985 — Пароль знали двое
- 1985 — На крутизне
- 1987 — Ускорение
- 1987 — Случай из газетной практики
- 1987 — Моя дорогая
- 1990 — Яма
- 1990 — Война на западном направлении